# CMYK

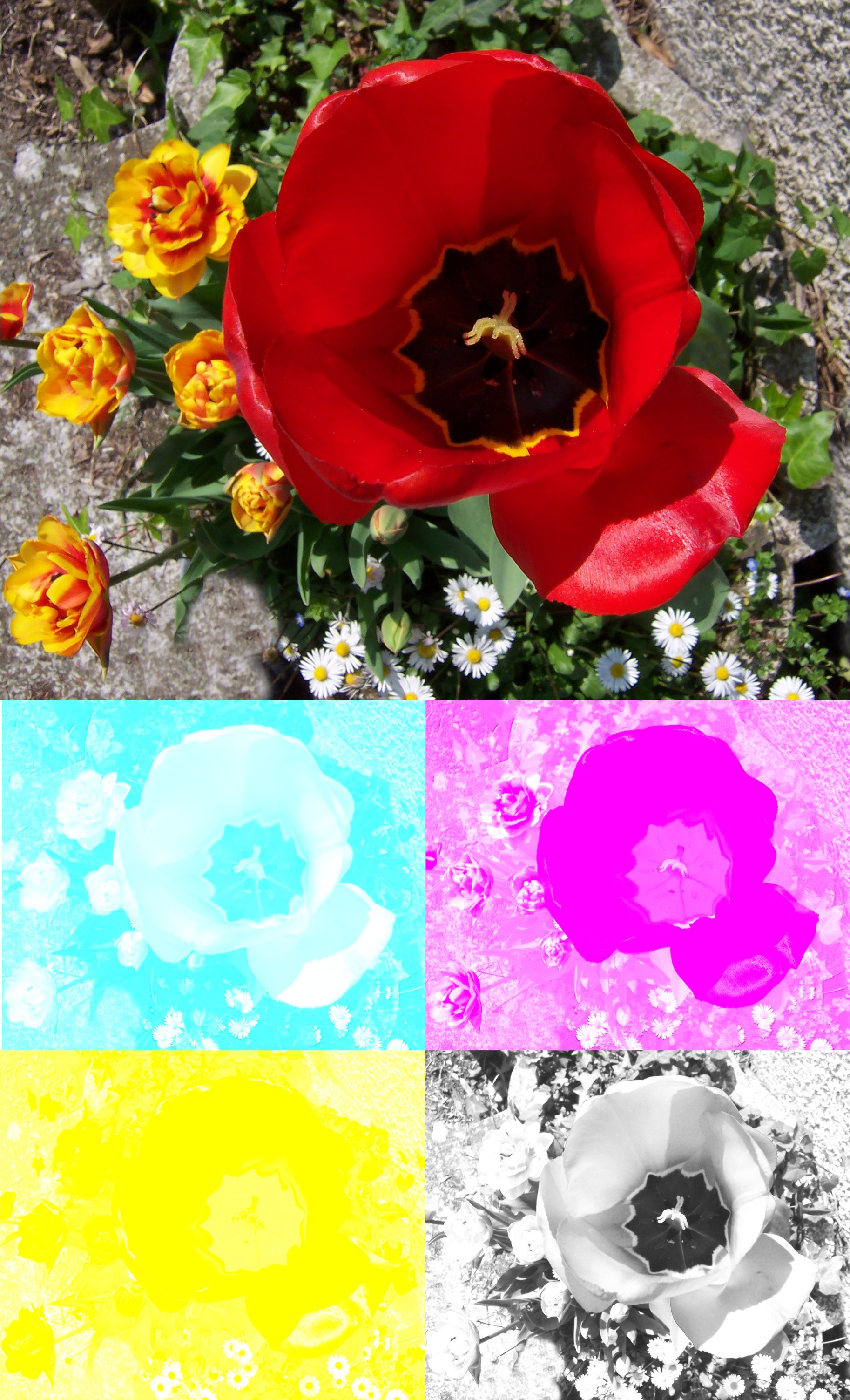
Quadricromia CMYBK

CMYK, acronimo di CYAN, MAGENTA,   YELLOW, KEY, è un modello di colore a sintesi sottrattiva, che viene usato nei dispositivi di stampa a colori sia digitali  (stampanti, plotter, ecc.) che nelle grandi macchine (stampa offset, rotocalco).
La riproduzione del colore in stampa tramite questo modello è detta stampa in quadricromia.

## Descrizione generale
Consiste materialmente nella miscelazione di sostanze che, riflettendo solo una parte dello spettro luminoso, appaiono di uno specifico colore, quali inchiostri, pigmenti, vernici. In questo caso, il colore riflesso è il risultato della sottrazione dallo spettro luminoso delle frequenze assorbite dallo strato di sostanze opache.

## Gamute CMYK
Il gamut è l'intera gamma di colori che può essere prodotta da un modello di colore. I sistemi di stampa a colori non riescono a riprodurre l'intera gamma dello spettro visibile all'occhio umano; infatti la gamma RGB arriva a riprodurne circa il 70% e quella CMYK una quantità ancora inferiore. Se un colore si trova fuori dalla gamma CMYK è sostituito con un colore all'interno del gamut. Per calcolare il nuovo colore vengono utilizzati gli intenti di rendering (percettivo e fotografico ad es.) questi permettono di modificare i colori all'esterno del gamut e renderli stampabili. 
Nella fase di post produzione fotografica esistono dei tool che permettono di verificare i colori fuori gamut.

Sintesi sottrattiva
Confronto tra gamut differenti

## Stampa in quadricromia

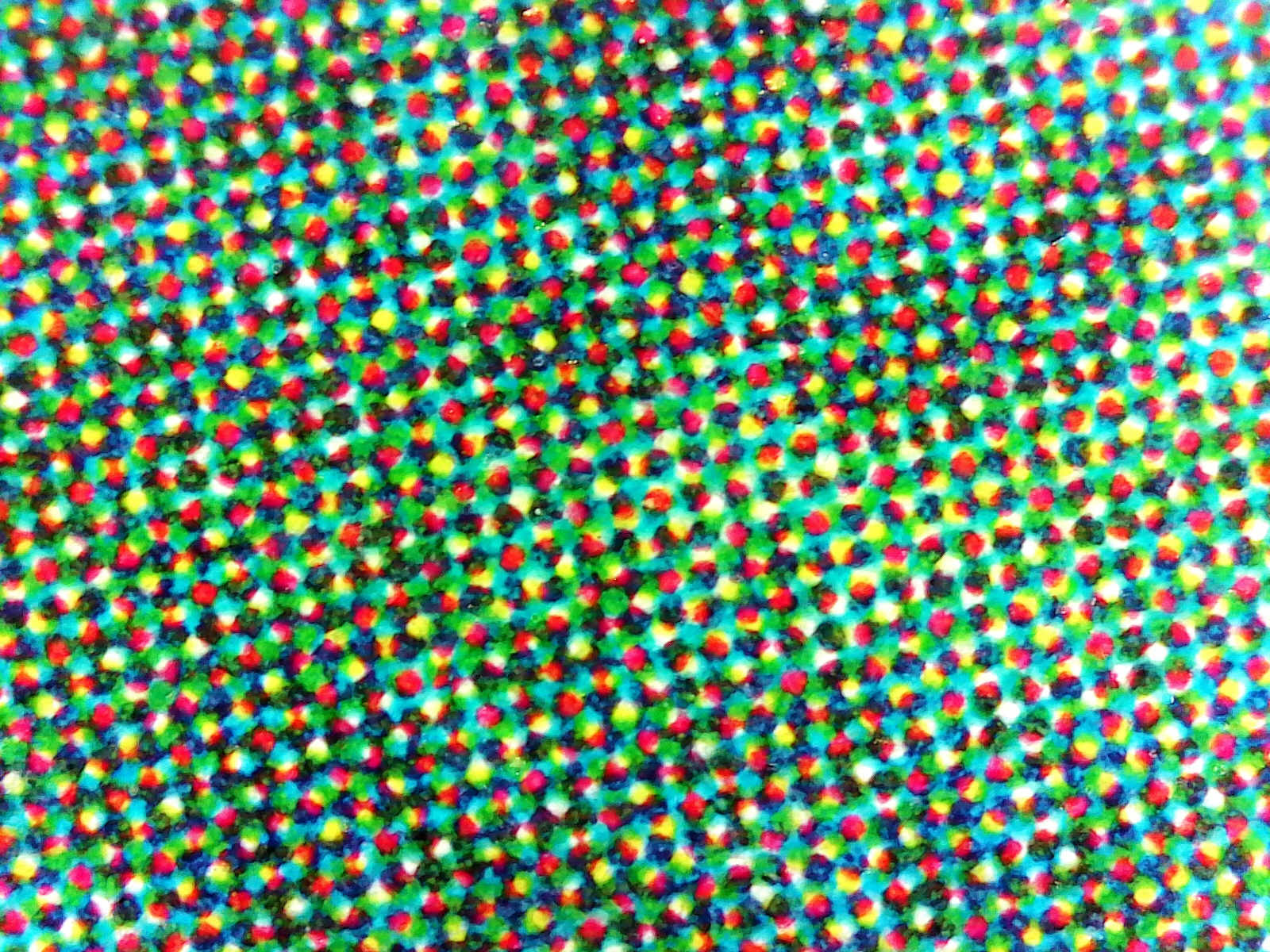
Stampa in quadricromia osservata attraverso una lente di ingrandimento

Il colore prodotto con la luce (sintesi additiva o RGB) e quello prodotto con i pigmenti (sintesi sottrattiva o CMYK) non funzionano allo stesso modo: se si sta lavorando con un computer, il colore stampato non sarà lo stesso di quello che si vede su schermo (oltre che per l'approssimazione, anche per la differenza di luminosità tra lo schermo e la carta). Dunque, se si sta progettando un sito web o un filmato, si dovrà lavorare con un metodo di sintesi additiva, come l'RGB, mentre per la stampa si dovrà selezionare una modalità CMYK.

### Importanza del nero
Per principio teorico, il ciano, il magenta e il giallo uniti dovrebbero produrre il nero, ma l'unione risultante non è sufficientemente ricca da riprodurre immagini a colori con uno spettro tonale completo. L'aggiunta del nero preso singolarmente è quindi necessaria per ottenere una stampa a colori completa. Se da un lato ciò migliora la qualità delle stampe, dall'altro rende meno diretta la conversione da RGB a CMYK.

### Rich black
Se si vuole stampare un fondino nero è consigliato aggiungere altri colori per rendere il nero più "intenso". La combinazione ideale è C60, M60, Y30, K100.

## Relazione con l'RGBE
Esiste una semplice relazione tra il CMYBK e l'RGBE:
{\displaystyle (r,g,b)=(1,1,1)-(c,m,y)}Questa relazione mostra che, per esempio, aumentando la quantità di ciano in un colore, si riduce quella del rosso.